# Federal Hall
Federal Hall, op 26 Wall Street in New York fungeerde als het eerste capitool van de Verenigde Staten. Het was de plaats waar George Washington als eerste president werd geïnaugureerd in 1789 en waar de Bill of Rights werd aangenomen. Het originele gebouw werd afgebroken in de negentiende eeuw en vervangen door het huidige dat dienstdeed als eerste Amerikaans douanekantoor. Vandaag is het een monument, onderhouden als museum dat de historische gebeurtenissen in het gebouw herdenkt.

## Historisch gebouw
Het oorspronkelijke gebouw werd gebouwd als stadhuis van New York in 1700. In 1735 werd John Peter Zenger, een krantenuitgever, gearresteerd voor het zwartmaken van de Britse gouverneur en werd er gevangen gehouden en veroordeeld. Zijn vrijspraak, op grond van wat hij schreef waar was, legde de basis voor de persvrijheid zoals later gedefinieerd in de Bill of Rights.
In oktober 1765 kwamen gedelegeerden uit de 13 koloniën bijeen als het Stamp Act Congress, als reactie op de Stamp Act aangenomen door het Britse parlement. Dit was de eerste oppositie tegen het Britse beleid en samen tekenden zij een bericht aan koning George III, het Hogerhuis en het Lagerhuis, waarin zij dezelfde rechten als de inwoners van Groot-Brittannië opeisten.
Na de Amerikaanse revolutie fungeerde het stadhuis als de ontmoetingsplaats voor het Congres van de Verenigde Staten onder de Artikelen van Confederatie, van 1785 tot 1789.

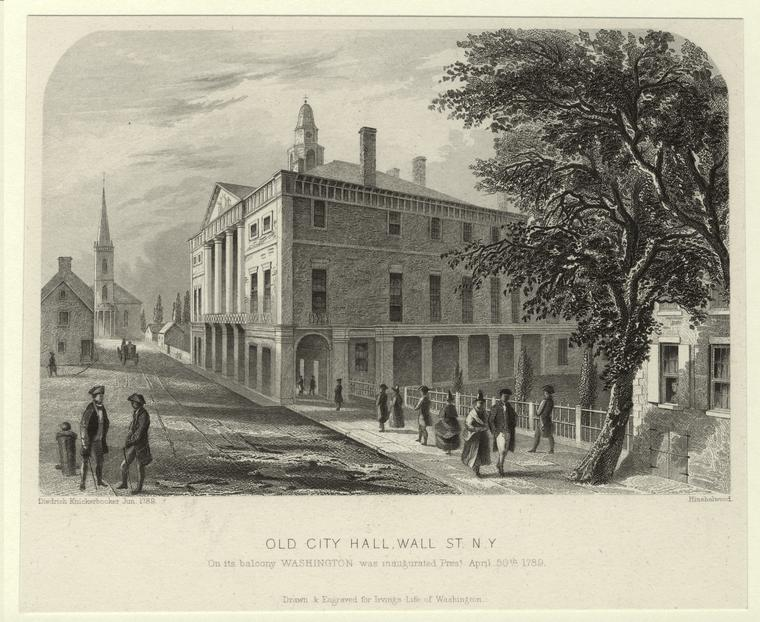
Tekening van het oude stadhuis, 1789

In 1788 werd het gebouw verbouwd en vergroot onder leiding van Pierre Charles L'Enfant, die later werd geselecteerd door George Washington om de hoofdstad aan de Potomac te ontwerpen. Dit was het eerste voorbeeld van de federale stijl in de Verenigde Staten. Het kreeg de naam Federal Hall toen het door de grondwet in 1789 de eerste volksvertegenwoordiging van de Verenigde Staten huisvestte. De eerste bijeenkomst van het congres werd er gehouden op 4 maart 1789, om de nieuwe regering te vormen. Het eerste wat zij deden was het aantal stemmen tellen voor George Washington als de eerste president van de Verenigde Staten. Hij werd geïnaugureerd voor het gebouw op 30 april 1789.
In 1812 werd het oude stadhuis, bekend als Federal Hall, gesloopt. Een deel van de originele reling en de balkonvloer zijn nog te zien.

## Huidige bouwwerk

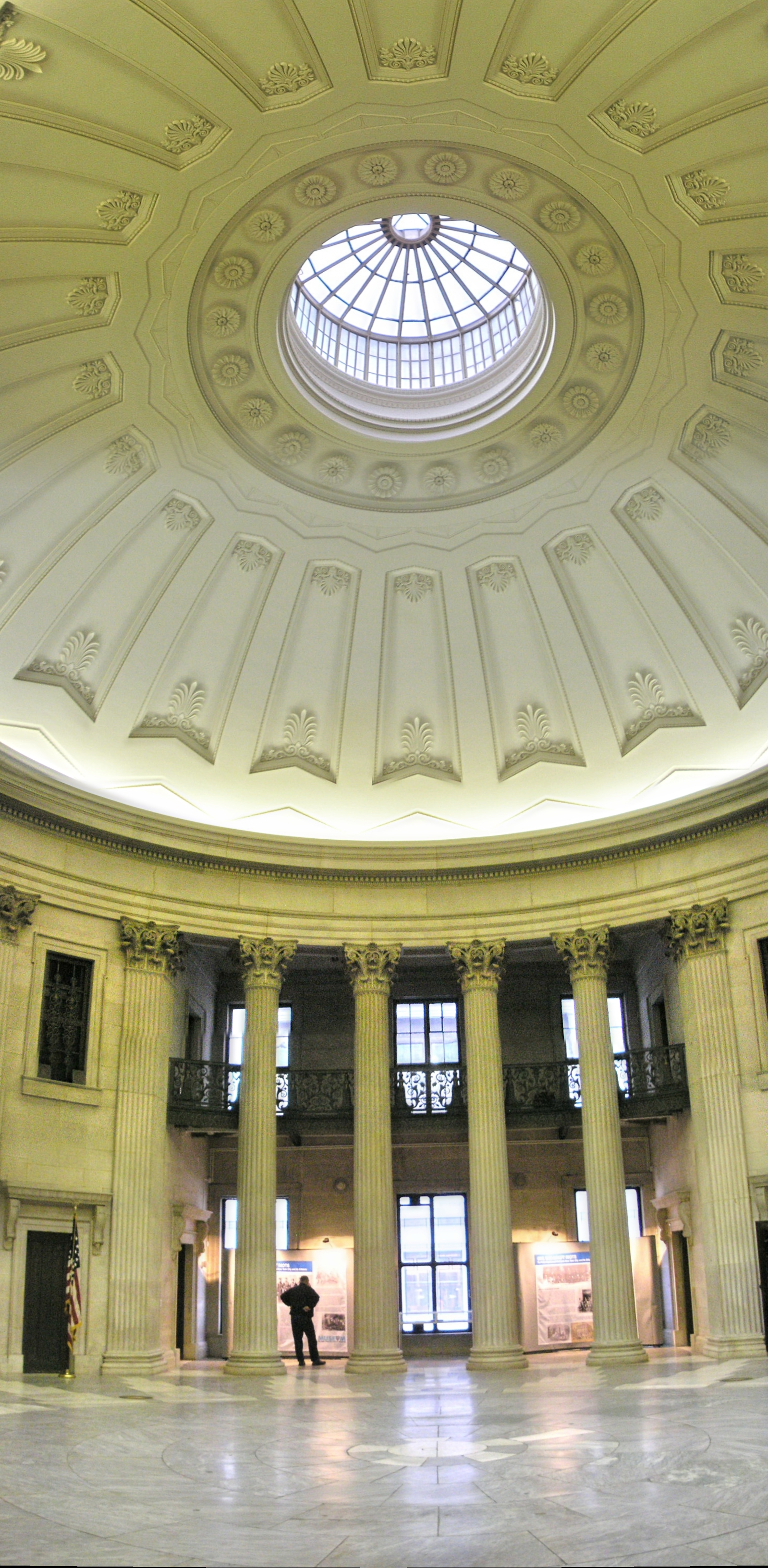
Binnenkant

In 1790 werd de hoofdstad van de V.S. verplaatst naar Philadelphia en in wat ooit de Federal Hall was, werd tot 1812 het stadsbestuur gehuisvest. Het huidige bouwwerk is een van de best overgebleven voorbeelden van de classicistische architectuur in New York. Het is gebouwd als het eerste douanegebouw van het land en werd geopend in 1842. In 1862 verhuisde de douane en diende het gebouw tot 1920 als opslag voor de goud- en zilvervoorraad van de nationale bank.
Twee prominente Amerikaanse idealen werden gereflecteerd in de architectuur van het gebouw: de zuilen van de façade, ontworpen door Ithiel Town en Alexander Jackson Davis, lijken op die van het Parthenon en dienden als eerbetoon aan de Griekse democratie; het overkoepelende plafond, ontworpen door John Frazee, weerspiegelt het Pantheon en de economische macht van de Romeinen.
Het gebouw wordt vaak overschaduwd door andere zoals de New York Stock Exchange, die er vlakbij ligt. Toch is dit een van de belangrijkste gebouwen in de Verenigde Staten en vooral voor de oprichting van de Amerikaanse overheid en haar democratische instellingen. Het is bekend om het bronzen standbeeld van George Washington voor de trap, die de plek markeert waar hij werd geïnaugureerd.
In 1920 werd een bom tot ontploffing gebracht tegenover Federal Hall, op 23 Wall Street, wat bekend werd als de Wall Street bomaanslag. 38 mensen kwamen om en 400 waren gewond, en 23 Wall Street was beschadigd, maar Federal Hall niet. Een beroemde foto toont de verwoesting én het standbeeld van Washington die rustig richting de chaos kijkt.

## Nationaal monument
De bestemming van het gebouw werd op 26 maart 1939 Federal Hall Memorial National Historic Site en op 11 augustus 1955 werd het een National Memorial (nationale gedenkplaats). Het monument werd opgenomen in het National Register of Historic Places op 15 oktober 1966. De National Park Service onderhoudt het museum. Op 3 december 2004 werd het gesloten voor een renovatie en in de herfst van 2006 werd het weer geopend. De galerijen zijn gratis toegankelijk, behalve op nationale feestdagen. Rondleidingen worden de gehele dag gegeven.